# Talked to Death (film 1909)
Talked to Death è un cortometraggio muto del 1909. Il nome del regista non viene riportato nei credit del film.

## Trama
Un'anziana zitella parla da sola mentre si sta vestendo: la sua parlantina è talmente veloce e a raffica, che finisce per rompere un vetro. Lasciando la casa, incrocia il droghiere e si mette a chiacchierare con lui; il suo eloquio stende l'uomo che cade a terra morto. La donna incontra poi due amiche che però non riescono a fermare la sua inesorabile parlantina. Pure le due donne cadono alla fine morte. La vittima seguente è un fattorino: quando quest'ultimo cade a terra, da una casa esce il medico che ci abita, per vedere cosa sia successo. La zitella comincia a spiegargli la storia, ma finisce per uccidere anche il dottore. Dalla casa esce a questo punto un'infermiera: è la prossima vittima, seguita a ruota da un poliziotto. Quando la zitella incontra un'amica, un'altra vecchia come lei, le due partono a raffiche senza fermarsi un attimo: sarà la loro fine perché il loro chiacchiericcio mortale le stenderà entrambe.

## Produzione
Il film fu prodotto dalla Lubin Manufacturing Company.

## Distribuzione
Distribuito dalla Lubin Manufacturing Company, il film - un cortometraggio della lunghezza di 65,5 metri - uscì nelle sale cinematografiche statunitensi il 15 marzo 1909. Nelle proiezioni, veniva programmato con il sistema dello split reel, accorpato in un'unica bobina con un altro cortometraggio prodotto dalla Lubin, A Cowboy Argument.